# Andreas Heymann
Andreas Heymann (Erlabrunn, 26 de diciembre de 1966) es un deportista de la RDA que compitió en biatlón. Ganó una medalla de bronce en el Campeonato Mundial de Biatlón de 1989, en la prueba por equipo.
Estuvo casado con la biatleta francesa Delphyne Burlet.

## Palmarés internacional
| Campeonato Mundial | Campeonato Mundial  | Campeonato Mundial | Campeonato Mundial |
| Año                | Lugar               | Medalla            | Prueba             |
| ------------------ | ------------------- | ------------------ | ------------------ |
| 1989               | Feistritz (Austria) | Medalla de bronce  | Equipo             |